# Florence Baverel-Robert
Florence Baverel-Robert (nacida como Florence Baverel, Pontarlier, 24 de mayo de 1974) es una deportista francesa que compitió en biatlón. Estuvo casada con el también biatleta Julien Robert.
Participó en tres Juegos Olímpicos de Invierno, entre los años 1998 y 2006, obteniendo dos medallas en Turín 2006, oro en la prueba de velocidad y bronce en los relevos. Ganó nueve medallas en el Campeonato Mundial de Biatlón entre los años 1995 y 2007, y una medalla de oro en el Campeonato Europeo de Biatlón de 1995.

## Palmarés internacional
| Juegos Olímpicos   | Juegos Olímpicos        | Juegos Olímpicos  | Juegos Olímpicos |
| Año                | Lugar                   | Medalla           | Prueba           |
| ------------------ | ----------------------- | ----------------- | ---------------- |
| 2006               | Turín (Italia)          | Medalla de oro    | Velocidad        |
| 2006               | Turín (Italia)          | Medalla de bronce | Relevos          |
| Campeonato Mundial |                         |                   |                  |
| Año                | Lugar                   | Medalla           | Prueba           |
| 1995               | Antholz (Italia)        | Medalla de plata  | Relevos          |
| 1996               | Ruhpolding (Alemania)   | Medalla de plata  | Relevos          |
| 1996               | Ruhpolding (Alemania)   | Medalla de bronce | Equipo           |
| 1999               | Kontiolahti (Finlandia) | Medalla de bronce | Relevos          |
| 2000               | Oslo (Noruega)          | Medalla de bronce | Persecución      |
| 2006               | Pokljuka (Eslovenia)    | Medalla de bronce | Relevo mixto     |
| 2007               | Antholz (Italia)        | Medalla de plata  | Individual       |
| 2007               | Antholz (Italia)        | Medalla de plata  | Relevos          |
| 2007               | Antholz (Italia)        | Medalla de plata  | Relevo mixto     |
| Campeonato Europeo |                         |                   |                  |
| Año                | Lugar                   | Medalla           | Prueba           |
| 1995               | Grand-Bornand (Francia) | Medalla de oro    | Relevos          |